# Goodenia cusackiana
Goodenia cusackiana är en tvåhjärtbladig växtart som först beskrevs av Ferdinand von Mueller, och fick sitt nu gällande namn av R. Carolin. Goodenia cusackiana ingår i släktet Goodenia och familjen Goodeniaceae. Inga underarter finns listade i Catalogue of Life.